# ناوچه دایانا
ناوچه دایانا (به انگلیسی: Russian frigate Diana) یک کشتی بود. این کشتی در سال ۱۸۵۳ ساخته شد.